# هويتاون
هويتاون (بالإنجليزية: Hueytown)‏ هي مدينة أمريكية تقع في ولاية ألاباما.تبلغ مساحة هذه المدينة 30.1 (كم²)،ويبلغ عدد سكانها 16105 نسمة حسب إحصاء سنة 2010 م.تشير الإحصاءات بأن الكثافة السكانية في هذه المدينة تقدر بـ(510.4) نسمة/كم2.

## التركيبة السكانية
حدّد مكتب تعداد الولايات المتحدة بيانات التركيبة السكانية لهويتاون في تعداد الولايات المتحدة. في ما يلي، التركيبة السكانية حسب تعدادي 2000 و2010.

### تعداد عام 2000
بلغ عدد سكان هويتاون 15,364 نسمة بحسب تعداد عام 2000، وبلغ عدد الأسر 6,155 أسرة وعدد العائلات 4,518 عائلة مقيمة في المدينة. في حين سجلت الكثافة السكانية 297.8 نسمة لكل كيلومتر مربع (771.3/ميل2). وبلغ عدد الوحدات السكنية 6,519 وحدة بمتوسط كثافة قدره 126.3 لكل كيلومتر مربع (327.1/ميل2).
وتوزع التركيب العرقي للمدينة بنسبة 83.81% من البيض و15.49% من الأمريكيين الأفارقة و0.14% من الأمريكيين الأصليين و0.13% من الأمريكيين ذوي الأصول الآسيوية و0.08% من الأعراق الأخرى و0.34% من عرقين مختلطين أو أكثر و0.47% من الهسبانيون أو اللاتينيون من أي عرق.
بلغ عدد الأسر 6,155 أسرة كانت نسبة 33.3% منها لديها أطفال تحت سن الثامنة عشر تعيش معهم، وبلغت نسبة الأزواج القاطنين مع بعضهم البعض 57.8% من أصل المجموع الكلي للأسر، ونسبة 12.3% من الأسر كان لديها معيلات من الإناث دون وجود شريك، بينما كانت نسبة 3.3% من الأسر لديها معيلون من الذكور دون وجود شريكة وكانت نسبة 26.6% من غير العائلات. تألفت نسبة 23.9% من أصل جميع الأسر من عدة أفراد يعيشون في نفس المنزل ونسبة 10.9% كانت تتألف من شخص يعيش بمفرده يبلغ من العمر 65 عاماً أو أكثر. وبلغ متوسط حجم الأسرة المعيشية 2.47، أما متوسط حجم العائلات فبلغ 2.92.
بلغ العمر الوسطي للسكان 39.4 عاماً. وكانت نسبة 22.2% من القاطنين تحت سن الثامنة عشر، وكانت نسبة 8.6% بين الثامنة عشر والرابعة والعشرين عاماً، ونسبة 27.6% كانت واقعةً في الفئة العمرية ما بين الخامسة والعشرين والرابعة والأربعين عاماً، ونسبة 24.3% كانت ما بين الخامسة والأربعين والرابعة والستين، ونسبة 16.1% كانت ضمن فئة الخامسة والستين عاماً فما فوق. يوجد لكل 100 أنثى 91.4 ذكر، ويوجد لكل 100 أنثى في الثامنة عشر من عمرها فما فوق 87.9 ذكر.
بلغ متوسط دخل الأسرة في المدينة 42,353 دولارًا، أما متوسط دخل العائلة فبلغ 50,804 دولارًا. وكان متوسط دخل الذكور 30,906 دولارًا مقابل 24,441 دولارًا للإناث. وسجل دخل الفرد الخاص بالمدينة 18,111 دولارًا. وكانت نسبة 9.7% من العائلات ونسبة 9.4% من السكان تحت خط الفقر، وكان من هؤلاء نسبة 10.1% تحت سن الثامنة عشر ونسبة 17.9% في الخامسة والستين من العمر وما فوق.

### تعداد عام 2010
بلغ عدد سكان هويتاون 16,105 نسمة بحسب تعداد عام 2010، وبلغ عدد الأسر 6,412 أسرة وعدد العائلات 4,517 عائلة مقيمة في المدينة. في حين سجلت الكثافة السكانية 312.1 نسمة لكل كيلومتر مربع (808.3/ميل2). وبلغ عدد الوحدات السكنية 6,998 وحدة بمتوسط كثافة قدره 135.6 لكل كيلومتر مربع (351.2/ميل2).
وتوزع التركيب العرقي للمدينة بنسبة 69.98% من البيض و27.25% من الأمريكيين الأفارقة و0.26% من الأمريكيين الأصليين و0.47% من الأمريكيين ذوي الأصول الآسيوية و1.07% من الأعراق الأخرى و0.97% من عرقين مختلطين أو أكثر و1.99% من الهسبانيون أو اللاتينيون من أي عرق.
بلغ عدد الأسر 6,412 أسرة كانت نسبة 32.4% منها لديها أطفال تحت سن الثامنة عشر تعيش معهم، وبلغت نسبة الأزواج القاطنين مع بعضهم البعض 50.4% من أصل المجموع الكلي للأسر، ونسبة 15.7% من الأسر كان لديها معيلات من الإناث دون وجود شريك، بينما كانت نسبة 4.4% من الأسر لديها معيلون من الذكور دون وجود شريكة وكانت نسبة 29.6% من غير العائلات. تألفت نسبة 26.4% من أصل جميع الأسر من عدة أفراد يعيشون في نفس المنزل ونسبة 11.3% كانت تتألف من شخص يعيش بمفرده يبلغ من العمر 65 عاماً أو أكثر. وبلغ متوسط حجم الأسرة المعيشية 2.49، أما متوسط حجم العائلات فبلغ 2.99.
بلغ العمر الوسطي للسكان 40.0 عاماً. وكانت نسبة 22.3% من القاطنين تحت سن الثامنة عشر، وكانت نسبة 7.8% بين الثامنة عشر والرابعة والعشرين عاماً، ونسبة 26% كانت واقعةً في الفئة العمرية ما بين الخامسة والعشرين والرابعة والأربعين عاماً، ونسبة 27.4% كانت ما بين الخامسة والأربعين والرابعة والستين، ونسبة 16.5% كانت ضمن فئة الخامسة والستين عاماً فما فوق. وتوزع التركيب الجنسي للسكان بنسبة 47.2% ذكور و52.8% إناث.

## أعلام
- دوني أليسون
- مارك ويد
- كليفورد أليسون
- كارلا باومان